# Kiki Smith
Kiki Smith (* 18. ledna 1954 Norimberk) je americká výtvarnice.
Je dcerou amerického sochaře Tonyho Smithe a operní pěvkyně a herečky Jane Lawrence. Narodila se v Norimberku, ale již v roce 1955, před narozením svých sester, umělkyně Seton a herečky Beatrice, se rodina odstěhovala do New Jersey. V letech 1974 až 1975 studovala na Hartfordské škole umění v Connecticutu a v roce 1976 se usadila v New Yorku, kde působila v umělecké skupině Colab (Collaborative Projects), s níž měla v roce 1980 výstavu nazvanou The Times Square Show. První samostatnou výstavu (Life Wants to Live) měla v roce 1982 v prostoru The Kitchen na Manhattanu. V pozdějších letech měla desítky dalších výstav, její díla byla k vidění mj. na Whitney Biennial (1991, 1993, 2002), Biennale di Venezia (1993, 1999, 2005, 2009, 2017) a v Sanfranciském muzeu moderního umění (2005). V roce 2016 měla společnou výstavu se svou sestrou. V 80. letech natočila ve spolupráci s Ellen Cooper super8mm film Cave Girls. V roce 2022 vytvořila pět velkých mozaik pro interiér železniční stanice Grand Central Madison v New Yorku.